# 매스틱나무

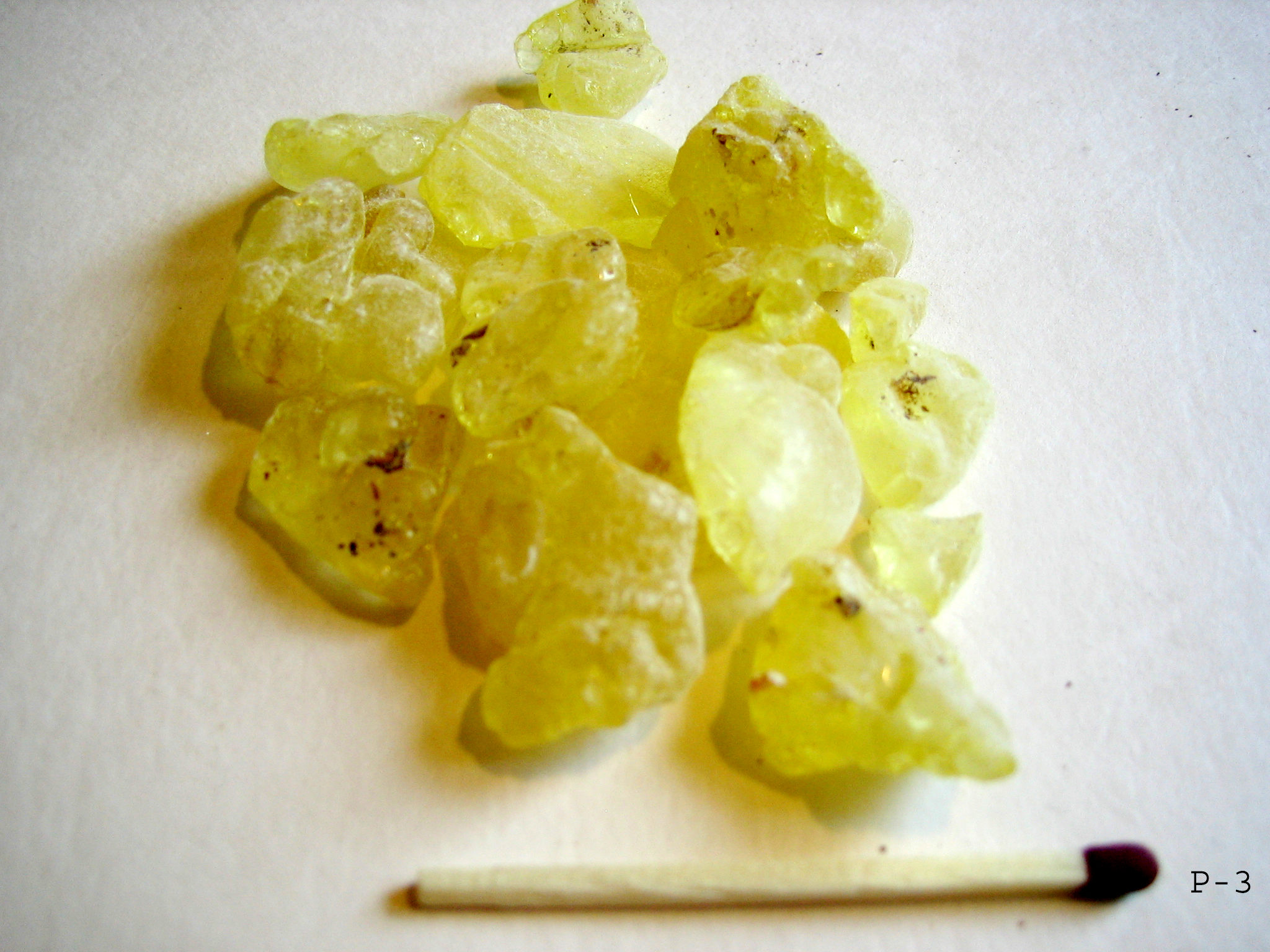
유향수지

매스틱나무(영어: mastic 또는 lentisk, Pistacia lentiscus)는 옻나무과의 상록교목을 말한다. 높이 4 미터까지 자라며, 지중해 유럽의 건조하고 바위가 많은 토양에서 자라는데, 특히 그리스 히오스 섬에서 많이 재배된다. 서리에 강하며, 석회암 지역이나, 바다 가까이에 있어 염분이 있는 토양에서도 잘 생장한다. 오래된 매스틱나무는 둥치가 크고, 가지도 굵고 길어진다. 적절한 성장 환경에서는 높이가 7 미터에 이르기도 한다. 과실은 핵과이며, 처음에는 붉고 익으면서 검어진다. 나뭇진은 매스틱이라 부른다.

## 같이 보기
- 유향나무